# Departamento de General Roca (kommun i Río Negro)
Departamento de General Roca är en kommun i Argentina.   Den ligger i provinsen Río Negro, i den sydvästra delen av landet, 900 km sydväst om huvudstaden Buenos Aires.
Omgivningarna runt Departamento de General Roca är i huvudsak ett öppet busklandskap. Runt Departamento de General Roca är det glesbefolkat, med 20 invånare per kvadratkilometer.